# SN 2005eb
SN 2005eb – supernowa typu II odkryta 7 września 2005 roku w galaktyce UGC 556. W momencie odkrycia miała maksymalną jasność 18,40m.